# Saint-Pierre-la-Palud
Saint-Pierre-la-Palud é uma comuna francesa na região administrativa de Auvérnia-Ródano-Alpes, no departamento de Ródano. Estende-se por uma área de 7,53 km², com 1 983 habitantes, segundo os censos de 1999, com uma densidade de 263 hab/km².